# Matthías Jochumsson

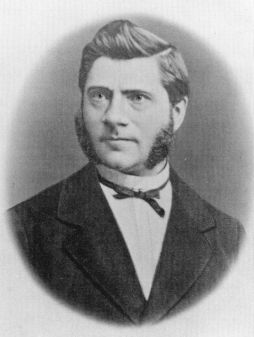
Matthías Jochumsson

Matthías Jochumsson född 11 november 1835 i Skógar, död 18 december 1920 i Akureyri, var en isländsk författare och översättare.

## Biografi
Matthías Jochumsson arbetade som lantarbetare och fiskare. Han studerade senare teologi och arbetade från 1866 som präst. Han blev teologie doktor 1920. Bland annat skrev han texten till Islands nationalsång Lofsöngur, 1874. Han skrev även lyrik, psalmer och dramatik. Som översättare har han bland annat översatt Tegnér, Ibsen, Shakespeare och Byron.